# Flèche brabançonne féminine 2025
Cet article concerne la course féminine. Pour la course masculine, voir Flèche brabançonne 2025.
La 8e édition de la Flèche brabançonne féminine a lieu le 18 avril 2025. Elle se fait partie du Calendrier international féminin UCI 2025 en catégorie 1.Pro. 

## Présentation

### Parcours
Au départ du Markt de Lennik, le parcours totalise 138,5 km et vingt côtes répertoriées à travers les routes du Brabant flamand et se termine sur la Brusselsesteenweg (chaussée de Bruxelles) à Overijse où un circuit local est à accomplir trois fois. Ce circuit compte plusieurs difficultés : les secteurs pavés en côte des Hertstraat, Moskesstraat et Holstheide ainsi que la montée finale de S-Bocht (1,5 km à 3,6%).

### Équipes
| UCI Women's WorldTeams (13)- Lidl-Trek - Movistar Team - Canyon//SRAM zondacrypto - FDJ-Suez - Team Picnic PostNL - Team SD Worx-Protime - Team Visma \| Lease a Bike - Roland - AG Insurance-Soudal Team - Fenix-Deceuninck - Liv AlUla Jayco - UAE Team ADQ - Uno-X Mobility UCI Women's ProTeams (4)- VolkerWessels Women's Pro Cycling Team - Cofidis Women Team - EF Education-Oatly - Winspace Orange Seal Équipes continentales féminines (4)- Team Coop-Repsol - DD Group Pro Cycling - Lotto Ladies - Bepink-Imatra-Bongioanni |
| |

## Classements

### Classement final
| \| Classement général \| Classement général \| Classement général \| Classement général \| Classement général \| \| Coureur \| Coureur \| Pays \| Équipe \| Temps \| \| ------------------ \| ------------------ \| ------------------ \| ------------------ \| ------------------ \| |         |      |        |       |
| |         |      |        |       |
| |         |      |        |       |
| Classement général |         |      |        |       |
| Coureur | Coureur | Pays | Équipe | Temps |

### Points UCI
| Position           | 1er | 2e  | 3e  | 4e  | 5e | 6e | 7e | 8e | 9e | 10e | 11e | 12e | 13e | 14e | 15e | 16e à 25e |
| Classement général | 200 | 150 | 125 | 100 | 85 | 70 | 60 | 50 | 40 | 35  | 30  | 25  | 20  | 15  | 10  | 5         |

## Liste des participants
| Légende | Légende                                                                    | Légende | Légende                                                    |
| ------- | -------------------------------------------------------------------------- | ------- | ---------------------------------------------------------- |
| Num     | Dossard de départ porté par le coureur sur cette Flèche brabançonne        | Pos     | Position à l'arrivée de la course                          |
|         | Indique un maillot de champion national ou mondial, suivi de sa spécialité | NP      | Indique un coureur qui n'a pas pris le départ de la course |
| AB      | Indique un coureur qui n'a pas terminé la course                           | HD      | Indique un coureur qui a terminé la course hors des délais |